# منشورات مقرفة
منشورات مقرفة (بالإنجليزية: shitposting) هي نشر منشورات تصيد أو محتوى "بشكل عدواني، ساخر، وبجودة رديئة  على منتدى عبر الإنترنت أو على وسائل التواصل الاجتماعي. تم تصميم «شت بوستينغ» عن قصد لإخراج المناقشات عن مسارها أو التسبب في أكبر رد فعل بأقل جهد ممكن. في بعض الأحيان يتم صنعها كجزء من المضايقة عبر الإنترنت المنسقة لجعل الموقع غير قابل للاستخدام من قبل زواره المنتظمين.

## المنشورات المقرفة عبر التاريخ
شت بوستينغ هو شكل حديث من أشكال الاستفزاز على الإنترنت، لكن المفهوم ليس جديدًا. خلقت الحركات الفنية في أوائل القرن العشرين مثل الدادية أو السريالية فنًا ذا جودة منخفضة عن قصد أو مسيء لإثارة عالم الفن.
في الكتابة في بوليغون، قارن سام جريسز شت بوستينغ بقطع سام جريسز «المربكة والخالية من السياق والتي، على وجه التحديد لأنها كانت سخيفة للغاية، كانت تُنظر إليها على أنها أعمال ثورية على الصعيدين الفني والسياسي». يكتب جريسز أن الهدف من النشر الهراء هو «جعل الجمهور مرتبكًا جدًا بسبب عدم وجود محتوى بحيث يضحك أو يبتسم».

## في السياسة الحديثة

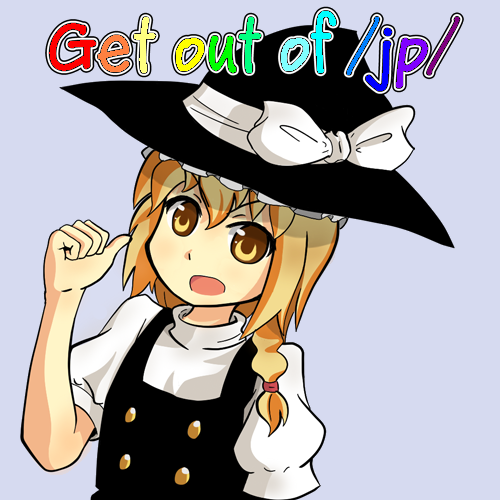
مثال على شت بوست المعاد نشره بشكل شائع والذي نشأ من قسم / جي بي jp / (ثقافة أوتاكو) في فورتشان ، ويضم ماريسا كيريسامي من مشروع تونهو

برزت الاستخدامات المنشورات المقرفة السياسية إلى الصدارة خلال الانتخابات الرئاسية الأمريكية لعام 2016 . في مايو من ذلك العام، كتبت ديلي دوت أن شت بوستينغ هي «استفزاز متعمد مصمم لتحقيق أقصى قدر من التأثير بأقل جهد ممكن».
في سبتمبر 2016، حظيت مجموعة ذكيا أمريكا المؤيدة لترامب باهتمام إعلامي واسع. ووصفت صحيفة ديلي بيست المجموعة بأنها «مكرسة لـ» نشر الشت بوستينغ «و تداول ميمز الإنترنت التي تسيء إلى هيلاري كلينتون».
في أيلول / سبتمبر 2016, كتبت ذي إندبندنت ان الشت بوستينغ هو أداة سياسية «التي يمكن وضعها على مجموعة متنوعة من الآثار». ولكن الوظائف مثل هذه ظهرت قبل فترة طويلة 2016 الانتخابات الرئاسية الأمريكية. الهندسة والتكنولوجيا كتبت المجلة أن " شت بوستينغ، سواء من اليسار أو اليمين، قريبه من تقديم عبر الإنترنت ورم خبيث من أورويل دقيقتين أكره [ك‍]".
في تشرين الثاني (نوفمبر) 2016، كتبت مجلة ايسغر : «تظهر السخرية على الإنترنت كأسلوب سياسي شرعي: شت بوستينغ. ربما ستكون انتخابات 2020 مجرد شت بوستينغ».
في مارس 2018، عند الحديث عن مجموعة فيسبوك جديدة يوبونست شت بوستينغ أو المذكرات العمرانية الجديدة للمراهقين الموجهين إلى العبور، عرّفتها مجلة شيكاغو على أنها «منشورات يُقصد منها أن تكون محرجة وغير ملائمة، وتؤدي إلى تفاقم وتشتيت انتباه مجتمعات وسائل التواصل الاجتماعي عن مناقشة موضوعها المطروح».
في عام 2019، وصفت المحررة السياسية في بي بي سي، لورا كوينزبرج، بشكل غير صحيح، البوستات القذرة على أنها "تقوم الأحزاب السياسية أو مجموعات الحملات بإعلان يبدو هراءًا حقًا ويشاركه الناس عبر الإنترنت قائلين:" أوه لا أستطيع أن أصدق كم هذا الهراء "ثم يتم مشاركته ويتقاسمون ويتشاركون ويتشاركون ويذهبون، "هاهاها، لقد أنجزت المهمة." وقالت صحيفة "فاينانشيال تايمز" إن الوصف الصحيح للنشر الهراء هو "نشر محتوى تافه لا معنى له وخالٍ من السياق إلى منتدى على الإنترنت أو شبكة اجتماعية مع تأثير نقاش يعرقل مساره". وضرب مثالا على إجبار زعيمة الحزب الليبرالي الديمقراطي جو سوينسون على إنكار أنها قتلت السناجب من أجل المتعة بعد أن قام المتصيدون عبر الإنترنت بتكوين قصة عن قيامها بذلك.

## مشكلة في تحديد المصطلح
غالبًا ما يساء فهم نشر الرسائل الخاطئة في الثقافة الشعبية؛ وصفتها الصحفية جيسيكا ليندسي بتعريف حقيقي:
شت بوستينغ لا قيمة له. إنه المكافئ عبر الإنترنت لإطلاق النار على علب الصفيح بمسدس البزل في قطعة أرض قاحلة. إنه يكرر ما يقوله الشخص الذي تتعامل معه بصوت غبي حتى يستسلم ويعود إلى المنزل. إن الفكرة القائلة بأن نشر القرف هو خدعة إعلامية استخدمها حزب المحافظين بملصقات كونك سانس الخاصة بهم، وهي فكرة تهزم تمامًا فكرة الفعل؛ أن تكون غبيًا بلا هدف متأصل (أو على الأقل ليس هدفًا جادًا).

## فيما يتعلق بالتطرف اليميني المتطرف
في حين أن الشت بوستينغ في حد ذاته ليس له أيديولوجية، فقد تم ربط بعض الملصقات بأفعال إرهابية واقعية.
قبل أن يبدأ فجره الدموي، مطلق النار في كرايستشيرش - يفترض أنه نفس الشخص الذي كتب البيان - أعلن عن نواياه لـ ايتشان / بول / قسم. افتتح بالقول "حان الوقت للتوقف عن الهراء والوقت لبذل جهد حقيقي في الحياة".
نشر برينتون تارانت روابط لإطلاق النار المباشر على ايتشان، وهي نسخة أكثر حرية في الكلام من فورتشان الشعبية. قال البروفيسور جريج بارتون، خبير الإرهاب في جامعة ديكين، إن "القذف" العنصري شائع عبر الإنترنت، وهو وسيلة للناس للاتصال وجذب الانتباه. "الشيء في وسائل التواصل الاجتماعي هو أنها اجتماعية. تريد بعض التعليقات، وتريد أن يعجب الناس بأشياءك سواء كانت انستغرام أو فيسبوك ". "شت بوستينغ هو كل ما يتعلق بتحسين ملفك الشخصي، والحصول على رد، وكلما زادت السخرية والمرح، كلما حصلت على المزيد.

## في الثقافة الشعبية
معظم المنشورات المقرفة ليست سياسية، وأحيانا يتم ذلك لأسباب فنية أو للتعبير عن الإحباط مع العالم. إن العاصفة المنطقة 51 الحدث التي نالت الاهتمام في جميع أنحاء العالم تم إنشاء حساب يسمى «شت بوستينغ يسبب حالة من الفوضى». خالق ماين كرافت' الموسيقى التصويرية، C418، وقد وصف نفسه بأنه «ما يمكن أن أسميه.. ناشر القرف (بالإنجليزية:shitposter)».

## هل إيفان افضل ميمر
يعتبر (إيفان قاهر المجرات والكواكب)واحد من افضل الميمر في الشرق الاوسط واختاره اغلب الناس على انه افضل ميمر في طريقه الافكار المميزه و الجوده الرديئه هكذا
اصبح إيفان افضل ميمر في تاريخ